# Annecy (jezioro)
Annecy (fr. Lac d’Annecy) – jezioro lodowcowe we Francji (Górna Sabaudia), w dorzeczu rzeki Rodan, w Alpach Sabaudzkich. Jego powierzchnia wynosi 27,04 km², natomiast powierzchnia zlewni jest niewielka, bo wynosi tylko 278 km². Głębokość maksymalna wynosi 64,7 m, a średnia 41,5 m. Objętość zgromadzonej wody to 1 120 mln m³.

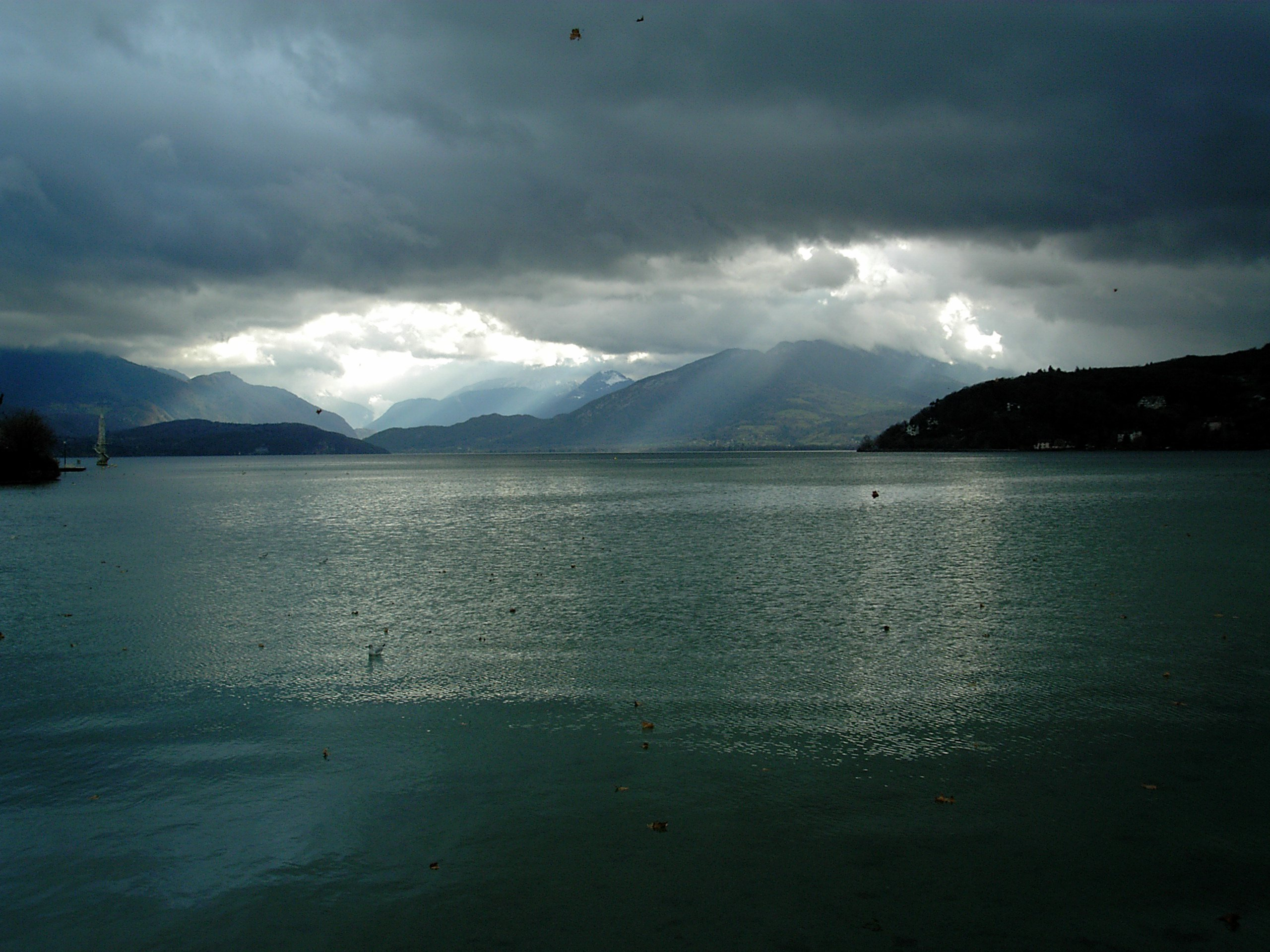

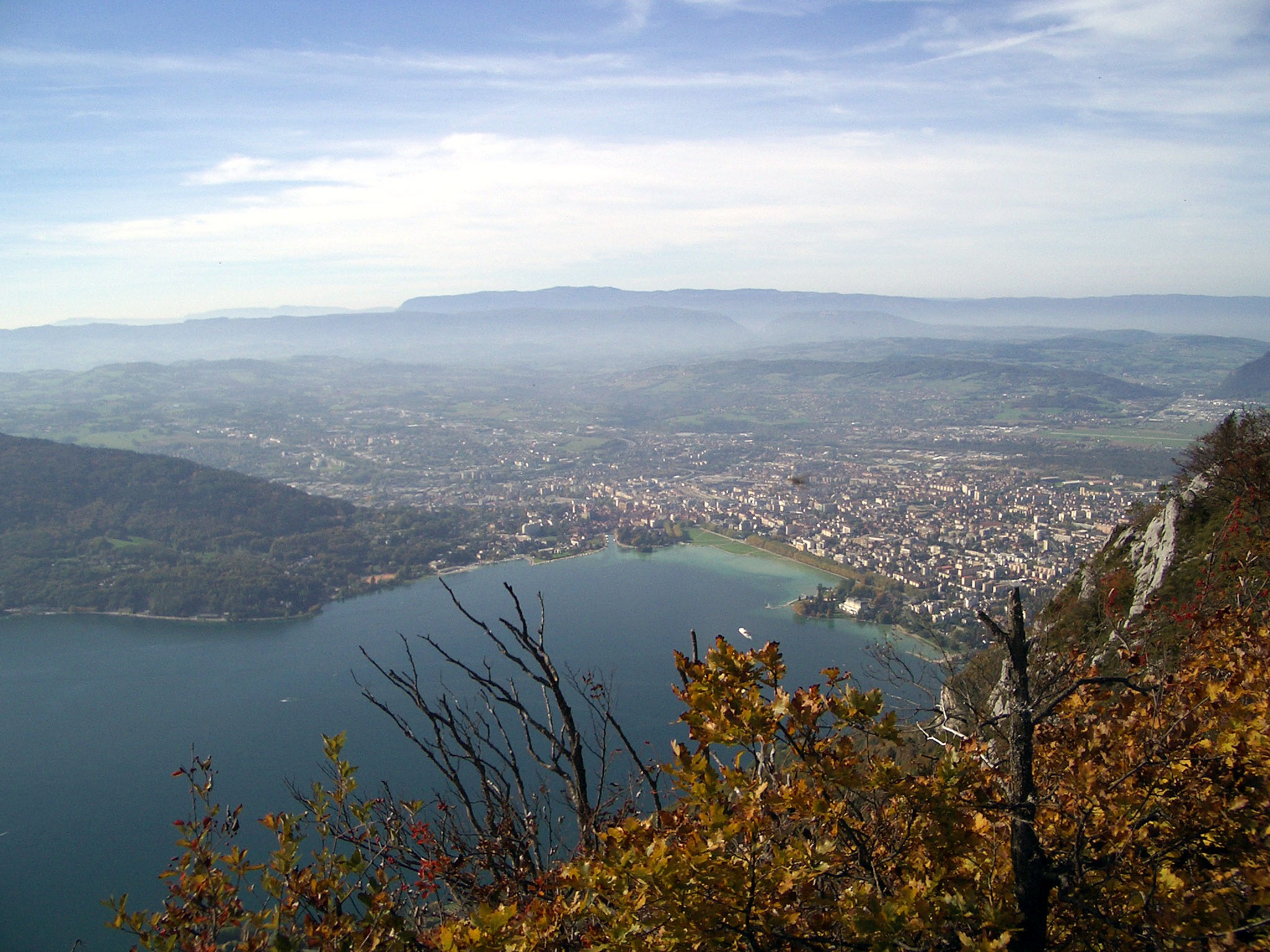

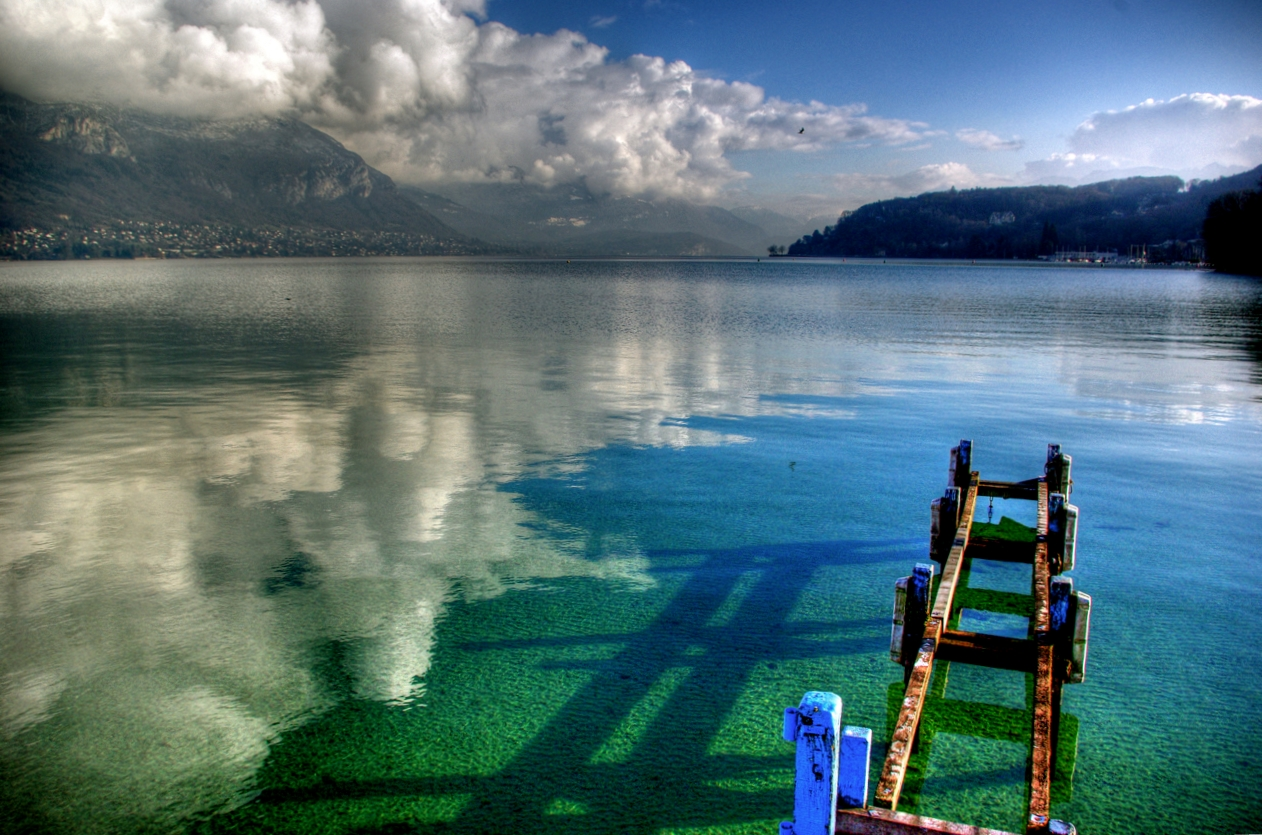

Dzięki ścisłym ograniczeniom dotyczącym ochrony środowiska, wprowadzonym w latach 90., jezioro to znane jest jako jedno z najczystszych w Europie. Wśród turystów słynie z możliwości uprawiania wielu sportów wodnych oraz położonych w pobliżu pozostałości prehistorycznych budowli palowych. Jest także pierwszym dużym jeziorem alpejskim, które już w latach 80. zostało całkowicie otoczone siecią dróg rowerowych.
Jezioro powstało około 18 000 lat temu, podczas przesuwania się lodowca alpejskiego. Jest zasilane przez wiele pomniejszych rzek spływających z okalających je gór (Ire, Eau morte, Laudon, Bornette i Biolon) oraz potężne podwodne źródło, Boubioz, zlokalizowane na głębokości 80 m.
Pomimo alpejskiego położenia jezioro rzadko zamarza (m.in. ze względu na ww. źródło) i tylko wyjątkowo pokrywa się pełną pokrywą lodową. To ostatnie miało miejsce w latach 1573, 1830, 1880 i 1981.

## Miasta i wsie wokół jeziora

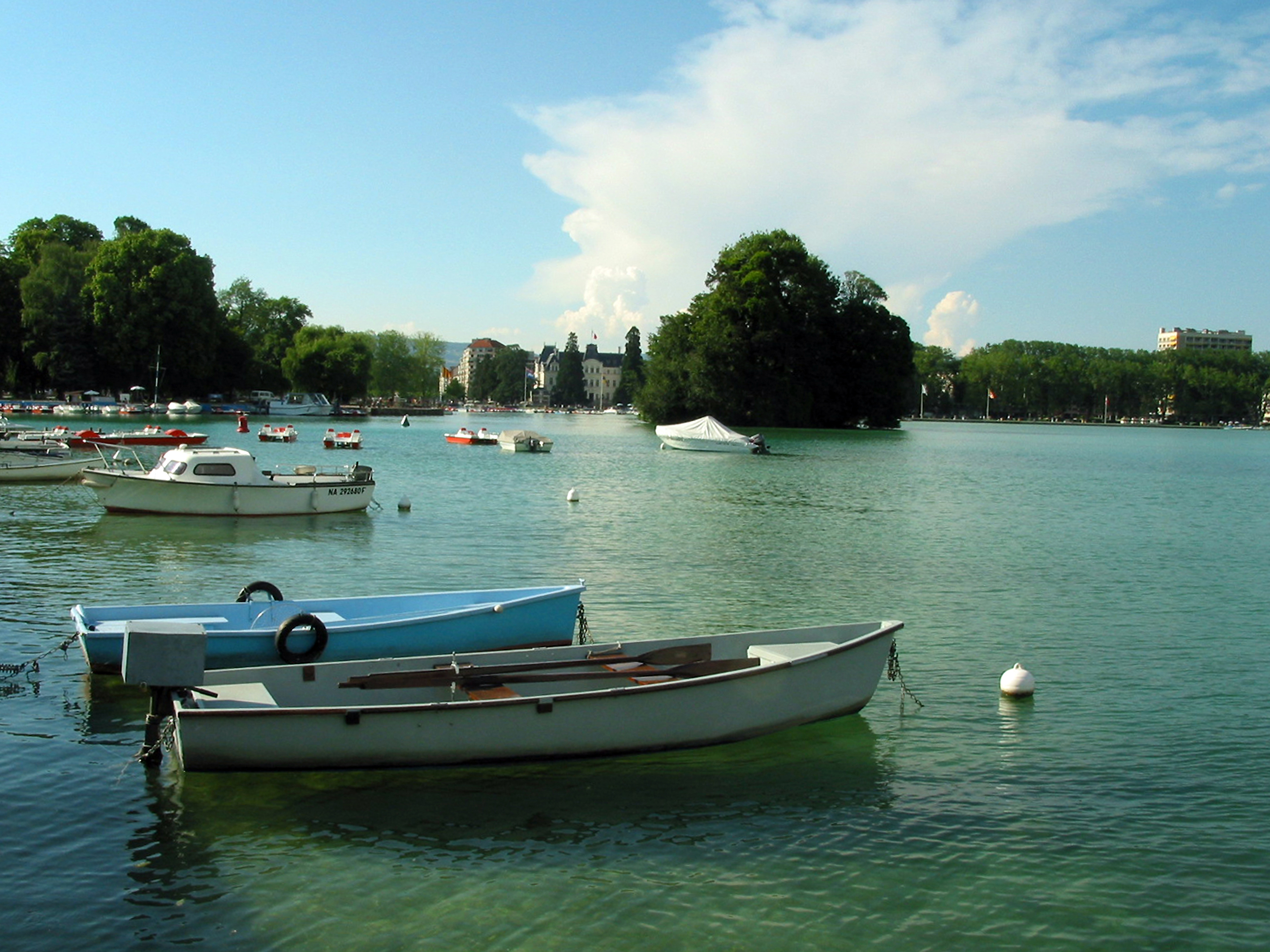

- Annecy
- Annecy-le-Vieux
- Doussard
- Duingt
- Lathuile
- Menthon-Saint-Bernard
- Saint-Jorioz
- Sévrier
- Talloires
- Veyrier-du-Lac